# Artur Mannbar
Artur Mannbar (* 18. Juli 1913 in Landsweiler-Reden; † 30. Dezember 2002 in Berlin) war ein deutscher Politiker (KPD/SED), Widerstandskämpfer gegen das NS-Regime und Journalist.

## Leben
Artur Mannbar wuchs in einer Bergarbeiterfamilie auf. Seine Eltern waren Mitglieder der KPD. Nach der Berufsausbildung arbeitete er als kaufmännischer Angestellter. 1929 schloss er sich dem Kommunistischen Jugendverband Deutschlands (KJVD) an. Von 1933 bis 1935 war er Angestellter und Mitarbeiter in der politischen Redaktion der Arbeiter-Zeitung in Saarbrücken, dem KPD-Landesorgan im Saarland. 1934 wurde er Mitglied der KPD.
Nachdem bei der Volksabstimmung am 13. Januar 1935 die Wähler für eine Vereinigung des Saargebietes mit Deutschland stimmten, emigrierte Mannbar 1935 nach Frankreich. Er arbeitete dort für die Rote Hilfe. Im August 1935 emigrierte er auf Parteibeschluss über Schweden und Finnland in die UdSSR und besuchte – unter dem Decknamen „Werner Weirich“ – von 1935 bis 1937 die Internationale Lenin-Schule in Moskau. Im Frühjahr 1938 ging er über Stockholm nach Kopenhagen, wo er erneut für die Rote Hilfe sowie für das Komitee für humanitäre Arbeit tätig wurde. Als Instrukteur der KPD-Abschnittsleitung Nord (zusammen mit Walter Weidauer und Waldemar Vesper) unternahm er mehrere illegale Reisen nach Hamburg. Am 25. Mai 1940 wurde er durch die dänische Polizei festgenommen und im Juni an die Gestapo ausgeliefert. Am 3. September 1942 wurde er vom „Volksgerichtshof“ zu einer lebenslänglichen Zuchthausstrafe verurteilt und ins Zuchthaus Brandenburg-Görden verbracht.
Nach seiner Befreiung 1945 war er Leiter der Nachrichtenabteilung und Kommentator beim Berliner Rundfunk. Ab 1947 leitete er die Abteilung Innenpolitik beim Mitteldeutschen Rundfunk in Leipzig. Anschließend wechselte er zur Nachrichtenagentur ADN und arbeitete dort in verschiedenen Funktionen. Zuerst war er stellvertretender Leiter der ADN-Zweigstelle Leipzig, ab 1957 Leiter der Hauptabteilung Ausland und ab 1964 Chefredakteur für westdeutsche Fragen. Von 1971 an war er stellvertretender Generaldirektor des ADN und Mitglied der Redaktionskommission der Neuen Deutschen Presse. Ab 1977 war er wissenschaftlicher Mitarbeiter beim ADN in Berlin.

## Auszeichnungen
- Vaterländischer Verdienstorden in Bronze, in Silber (1973) und in Gold (1974)
- Karl-Marx-Orden (1983)[2]

## Schriften
- Erinnerungen an „damals“. In: Neue Deutsche Presse, 9. Jg. (2/1956), S. 16–17.
- Wir sind die neuen „Herren“. Streiflichter aus den ersten Tagen meiner Rundfunkarbeit. In: Manfred Scholz (Hrsg.): Erinnerungen sozialistischer Rundfunkpioniere. Band 1. Staatliches Komitee für Rundfunk, Berlin 1975, S. 27–31.
- (zusammen mit Max Frenzel und Wilhelm Thiele): Gesprengte Fesseln. Ein Bericht über den antifaschistischen Widerstand und die Geschichte der illegalen Parteiorganisation der KPD im Zuchthaus Brandenburg-Goerden von 1933 bis 1945. Militärverlag der DDR, Berlin 1975.